# Paeonia peregrina
Paeonia peregrina (danh pháp hai phần:) là một loài thực vật trong chi Mẫu đơn, họ Mẫu đơn. Loài này có nguồn gốc từ Đông Nam châu Âu và Tây Á ở Thổ Nhĩ Kỳ.